# Monieux
Monieux é uma comuna francesa na região administrativa da Provença-Alpes-Costa Azul, no departamento de Vaucluse. Estende-se por uma área de 47,12 km². Em 2010 a comuna tinha 294 habitantes (densidade: 6,2 hab./km²).